# Герасименко, Станислав Дмитриевич
Станислав Дмитриевич Герасименко (укр. Станіслав Дмитрович Герасименко; род. 14 июля 1947 года, с. Марьинка Марьинского района Донецкой области Украинской ССР) — украинский государственный деятель, депутат Верховной рады Украины I созыва (1990—1994).

## Биография
Родился 14 июля 1947 года в селе Марьинка Марьинского района Донецкой области в крестьянской семье.
С 1962 года учился в Донецком сельскохозяйственном техникуме. С 1967 года работал бригадиром-овощеводом Новоселидовской фабрики в с. Цукурино Красноармейского района.
С 1967 года проходил службу в Советской Армии. После возвращения из армии с 1969 года работал бригадир колхоза им. Кирова Красноармейского района Донецкой области.
В 1976 году окончил Украинскую сельскохозяйственную академию. С 1977 года работал главным агрономом колхоза «Советская Украина», с 1984 года был председателем колхоза «Путь Ильича» Красноармейского района. Являлся членом КПСС.
В 1990 году в ходе первых альтернативных парламентских выборов в Украинской ССР был выдвинут кандидатом в народные депутаты, 4 марта 1990 года в первом туре был избран народным депутатом Верховного совета Украинской ССР XII созыва (в дальнейшем — Верховной рады Украины I созыва) от Красноармейского избирательного округа № 27 Донецкой области, набрал 50,48% голосов среди 4 кандидатов. В парламенте являлся членом комиссии по вопросам строительства, архитектуры и ЖКХ, входил в депутатскую группу «Земля и воля». Депутатские полномочия истекли 10 мая 1994 года.
Награждён орденом Трудового Красного Знамени.